# Conophorus turkestanicus
Conophorus turkestanicus är en tvåvingeart som beskrevs av Paramonov 1929. Conophorus turkestanicus ingår i släktet Conophorus och familjen svävflugor. Inga underarter finns listade i Catalogue of Life.